# Seymour Bernstein
Seymour Bernstein (Newark, Nueva Jersey; 24 de abril de 1927) es un pianista, compositor y profesor estadounidense. Es el tema del documental Seymour: An Introduction dirigido por el actor Ethan Hawke. Hawke describe a Bernstein como una figura mentora.

## Biografía
Bernstein nació y se crio en Newark, Nueva Jersey, donde se graduó de Weequahic High School en 1945. Comenzó a enseñar piano a la edad de quince años, cuando su maestra en ese momento, Clara Husserl, una alumna de Theodor Leschetizky, le encargó que supervisara la práctica de algunos de sus talentosos alumnos más jóvenes. Pronto tuvo una clase de alumnos propios. Alcanzó la fama local como intérprete, ganando el Premio al Artista Griffith a los diecisiete años. Durante la guerra de Corea, dio conciertos en el frente y para líderes militares. Su carrera como concertista lo llevó a Europa, Asia y muchas partes de América. Escribió los textos With Your Own Two Hands y 20 Lessons in Keyboard Choreography, que se han publicado en alemán, japonés, coreano y ruso.
Bernstein estudió con Alexander Brailowsky, Clifford Curzon, Jan Gorbaty, Nadia Boulanger y George Enescu. En 1969 hizo su debut con la Orquesta Sinfónica de Chicago, tocando el estreno mundial del Concierto para piano no. 2 de Heitor Villa-Lobos. Ganó el Primer lugar y el Premio Jacques Durand en Fontainebleau, el Premio de la Federación Nacional de Clubes de Música para Fomentar la Música Estadounidense en el Extranjero, una subvención de la Fundación Beebe, dos subvenciones Martha Baird Rockefeller y cuatro subvenciones del Departamento de Estado. Se aseguró de ofrecer clases magistrales y recitales de conferencias donde lo llevaron sus giras de conciertos. Cuando el dinero de la subvención lo permitió, llenó sus maletas con partituras para distribuirlas a profesores y estudiantes. Dejó de tocar en 1977 para concentrarse en la enseñanza, la composición y otras actividades creativas; no le dijo a nadie que su recital de despedida sería el último.
Bernstein ha compuesto música que va desde material didáctico para estudiantes de todos los niveles hasta sofisticadas piezas de concierto. Interpreta el piano como artista invitado con conjuntos de cámara y forma parte de los jurados de concursos internacionales. Mantiene un estudio privado en la ciudad de Nueva York y también es profesor asociado adjunto de música y educación musical en la Universidad de Nueva York. El 18 de diciembre de 2004, recibió un doctorado honoris causa de la Universidad de Shenandoah. En 2015, el actor y cineasta Ethan Hawke realizó un documental sobre Bernstein titulado: Seymour: An Introduction.